# Transporte ferroviário na Argentina
A rede ferroviária argentina foi uma das mais extensas do mundo (chegando a possuir em seu auge, cerca de 47.000 km de vias,) e segue sendo a maior de toda a América Latina. Devido as diversas crises econômicas, aliadas ao crescimento do modal rodoviário, a rede ferroviária foi sendo reduzida progressivamente ao longo dos anos 60 e 70, chegando aos atuais 34.059 km de vías
Possui três  bitolas distintas (1,676m, 1,00m, e 1,435m além de 0,75m do ramal turístico de La Trochita) e conexões internacionais com Paraguai, Bolívia, Chile, Brasil e Uruguai.
O desenvolvimento da rede foi estimulado em um primeiro momento por capitais argentinos, somando-se em pouco tempo aos britânicos e franceses principalmente.
Sua expansão foi relacionada pelo modelo econômico agro-exportador baseado na produção agropecuária da região pampeana onde está concentrada a maior parte da rede. Seguiu um modelo de implantação radial onde as linhas principais confluem na cidade de Buenos Aires.
O estado argentino também teve uma importante participação na expansão da rede ferroviária mediante os chamados ferrocarriles de fomento, que eram linhas construídas em localidades que não eram rentáveis para investidores privados. Boa parte do que posteriormente seria reunido no Ferrocarril General Manuel Belgrano, o mais extenso da rede, foi construído deste modo, através da empresa Ferrocarriles del Estado.

## História

### Criação

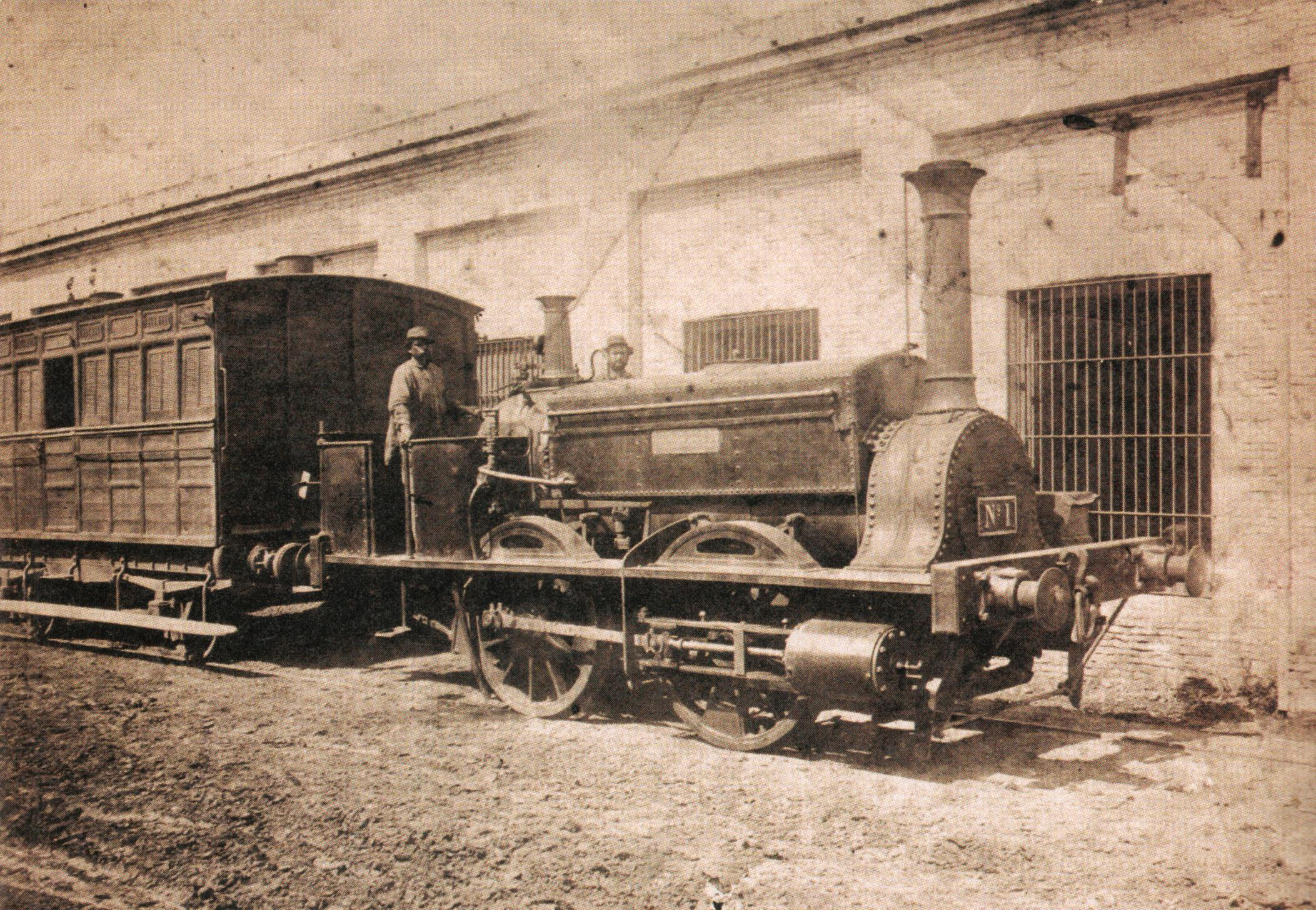
La Porteña, a primeira locomotiva argentina, utilizada no Ferrocarril Oeste de Buenos Aires.

A criação da futura rede ferroviária argentina começou em 1855, quando foram firmados 6 diferentes contratos entre empresas inglesas e o estado argentino, com a finalidade de serem instalados ferrocarriles (ferrovias) no território argentino. Em 29 de agosto de 1857 foi inaugurada a primera ferrovia do país que em princípio pertencia a investidores ingleses e argentinos que formavam a Sociedad Camino de Hierro del Ferrocarril Oeste que contava com financiamento da província de Buenos Aires que naquele momento formava um estado independente da Confederação Argentina. O trecho  inicial media 9,8 quilômetros e unia a estação Del Parque em Buenos Aires(onde atualmente fica localizado o (Teatro Cólon) e a estação Floresta.  
Poucos anos depois, em 1862, a câmara da província de Buenos Aires autorizou o governador a conceder à investidores ingleses a construção de uma ferrovia entre o mercado de Constitución e a localidade de Chascomús, com a obrigação de expandi-la  posteriormente até Dolores. O governo provincial, que participava da fixação das tarifas, se reservou do direito de desapropriação. As obras do Ferrocarril al Sud, antecessor do Ferrocarril General Roca, foram iniciadas em 1864 e no mesmo ano alcançaram Chascomús. Em 1872 a linha foi ampliada até Dolores e começaram a ser criados os ramais secundários até as cidades de Las Flores, Tandil e Azul.
Em 1863 o governo da província de Buenos Aires assumiu o controle operacional do Ferrocarril Oeste de Buenos Aires e continuou a expansão da ferrovia, que alcançou Luján em 1864 e Chivilcoy em 1866. Durante este período a empresa foi privatizada parcialmente. Como resultado da expansão das linhas, se intensificou a criação de ovelhas ao mesmo tempo que se facilitava o transporte da produção de lã até o porto de Buenos Aires. Também em 1863 foi iniciada a construção do Ferrocarril Central Argentino (antecessor do ferrocarril Mitre) entre Rosario e Córdoba;após ter uma ponta de linha provisória em Cañada de Gómez, o traçado foi concluído em 1870.
| Anos                                         | 1860 | 1870 | 1880  | 1890  | 1900   | 1910   | 1920   |
| -------------------------------------------- | ---- | ---- | ----- | ----- | ------ | ------ | ------ |
| Extensão do sistema (em quilômetros)         | 9.8  | 723  | 2,516 | 9,397 | 16,500 | 29,094 | 47,000 |
| Passageiros transportados (em milhões)       | –    | –    | 3     | –     | 18     | –      | 145    |
| Carga Transportada (em milhões de toneladas) | –    | –    | 1.0   | –     | 11.8   | –      | 45.5   |

### Nacionalização

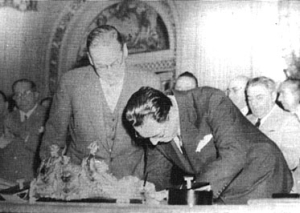
O presidente Perón assina o decreto nº 32.574 que nacionaliza e reroganiza as ferrovias argentinas

Entre 1947 e 1948 todas as ferrovias argentinas foram nacionalizadas e reorganizadas em torno da Empresa de Ferrocarriles del Estado Argentino (EFEA, posteriormente renomeada Ferrocarriles Argentinos) e receberam nomes de personalidades destacadas da história argentina: San Martín, Belgrano, Sarmiento, Urquiza, Mitre e Roca. Uma peculiaridade é que cada linha passa por áreas visitadas pelas pessoas homenageadas.
Desde 1958 a rede ferroviária argentina entrou em processo de redução, acentuada durante os tempos do Processo de Reorganização Nacional, período no qual se ampliou a construção de rodovias e o fechamento de ramais. Nesta época deixaram de circular muitos serviços ferroviários de passageiros, especialmente os que levavam até ao Noroeste argentino, em um período de quase poucas mudanças e modernizações, que acabaram gernado um grave deterioramento da infraestrutura ferroviária.

### Privatização
Em 1991 os Ferrocarriles Argentinos  foram desmontados após ser efetuada a completa concessão da rede ferroviária à iniciativa privada, que se iniciou em 1992.Durante esse processo de privatização os serviços de transporte metropolitano de passageiros foram concedidos provisóriamente a uma nova empresa estatalFEMESA, para serem finalmente concedidos para a iniciativa privada. Também foram concedidos à iniciativa privada os serviços de transporte de cargas, enquanto que a responsabilidade do transporte interurbano de passageiros  foi transferida para as províncias argentinas, sendo que a maioria delas preferiu encerrar os serviços.

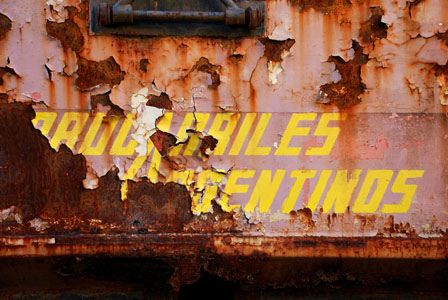
O abandono do material rodante pelo governo argentino foi um dos motivos para a privatização

Depois de alguns anos de estagnação do transporte ferroviário, algumas províncias começaram a criar empresas para administrar o trandporte interurbano. São exemplos as empresas chaqueña SEFECHA, a rionegrina SEFEPA e a bonaerense Ferrobaires. O cancelamento dos trens de passageiros em massa levou ao surgimento de cidades fantasmas, principalmente no interior do país , que eram totalmente dependentes das ferrovias como fonte de trabalho, abastecimento e meio de comunicação.
Atualmente a rede ferroviáriaargentina está vivendo um período de lenta reativação dos trens de passageiros interurbanos desde Buenos Aires até o interior do país, seguindo sempre o sistema de concessões emergências (sem licitação) a operadores privados, sendo as mais recentes de caráter provisório. Apesar disso, é notável a falta de coordenação e conexão entre os diversos serviços ferroviários, algo que não cocorria quando a rede ferroviária argentina estava centralizada.
No final de 2005, o presidente da Argentina Néstor Kirchner assinou o decreto nº 1683/05, que formalizou muitas das promessas realizadas  ao setor ferroviário desde assumir seu mandato Entre as medidas propostas se encontram a eletrificação dos ferrocarriles Belgrano Norte e Sur —este último no ramal Buenos Aires - González Catán—, San Martín e Roca —nos trechos Constitución - La Plata e Claypole - Berazategui—, assim como também a aquisição de inúmeras locomotivas e carros de passageiros usados e a revitalização da via permanente e estações. 
Nos primeiros meses de 2008 o governo argentino anunciou que possui a intenção de construir uma linha de Trem de alta velocidade entre as cidades de Buenos Aires,Rosario e Córdoba, sendo esse projeto apresentado inicialmente em 2006. Também efoi prevista a construção de outro TAV entre Buenos Aires e Mar del Plata, mas devido ao posicionamento contrário da opinião pública em relação a criação deste trem, o projeto não possui chances de ser realizado.
Ao mesmo tempo está em andamento a licitação para reativar o serviço de trens de passageiros de Buenos Aires à Mendoza. Entre outros planos para modernizar a rede ferroviária, foram anunciados inicialmente:
- - a reconstrução (subterrânea) da linha metropolitana do Ferrocarril Sarmiento entre Once e Moreno(no entanto o projeto foi reduzido ao trechoi Once-Caballito, porém até agora nenhuma obra foi iniciada).

- - a provável eletrificação da linha metropolitana da linha Retiro-Pilar del San Martín e Constitución - La Plata do Ferrocarril Roca; e a reabilitação de vários ramais do interior do país.